# Wysoka Władza Piera Malvestitiego
Wysoka Władza Piera Malvestitiego – Wysoka Władza Europejskiej Wspólnoty Węgla i Stali, która swoją działalność rozpoczęła 15 września 1959, a zakończyła 22 października 1963 roku. Przewodniczącym był Piero Malvestiti, a wiceprzewodniczącymi Dirk Spierenburg i Albert Coppé.
Wysoka Władza składała się z Przewodniczącego i 7 członków. Dwóch miała Francja, Belgia, a po jednym Holandia, Włochy Luksemburg i Niemcy.

## Skład
| Kompetencje    | Członek                                |
| -------------- | -------------------------------------- |
| Przewodniczący | Piero Malvestiti                       |
|                | Albert Wehrer                          |
|                | Roger Reynaud                          |
|                | Heinz Potthoff (do 10 sierpnia 1962)   |
|                | Pierre-Olivier Lapie                   |
|                | Paul Finet                             |
|                | Albert Coppé                           |
|                | Dirk Spierenburg (do 25 września 1962) |

## Zmiany
- 14 grudnia 1962 – Karl-Maria Hettlage
- 15 grudnia 1962 – Johannes Linthorst Homan